# Malkinia gurupi
Malkinia gurupi är en insektsart som beskrevs av Piza Jr. 1979. Malkinia gurupi ingår i släktet Malkinia och familjen vårtbitare. Inga underarter finns listade i Catalogue of Life.